# Ilha de Perejil
O Ilhéu de Perrexil (em castelhano, Isla de Perejil, em árabe ليلى, Laila/Leila, ou também  تورا Tura), é um ilhéu desabitado perto da cidade de Ceuta, a poucos metros da costa de Marrocos, no estreito de Gibraltar. 
Sua soberania é disputada entre a Espanha e Marrocos, culminando com uma confrontação entre as forças militares de ambos os países em 2002.

## Soberania incerta
Em nossos dias, o ilhéu encontra-se desabitado e sem nenhum símbolo de soberania por parte de nenhum dois países que a reclamam. 
A Espanha afirma que Perrexil faz parte de seu território, se bem que sua situação político-administrativa é obscura, já que não é nem parte da cidade autónoma de Ceuta nem considerado praça de soberania (o projeto de Estatuto de Autonomia de Ceuta incluía o ilhéu rochoso como parte do território da cidade, mas a referência foi retirada ante os protestos de Marrocos).
Para Marrocos, a sua soberania não oferece dúvidas jurídicas e faz parte do seu território nacional.
Tal disputa resultou finalmente num célebre incidente em 2002 entre ambos os países, após o qual ambas as nações assinaram uma nota na qual se comprometiam a voltar à situação anterior ao incidente, de jeito que o ilhote foi evacuado sem abandonar nenhum dos dois, porém, suas pretensões territoriais.